# Церковь Преображения Господня (Струпна)
Церковь Преображения Господня — приходской храм Коломенской епархии Русской православной церкви в деревне Струпна Зарайского района Московской области, построенный в первой половине XVIII века. Здание церкви является объектом культурного наследия федерального значения и находится под охраной государства. В настоящее время храм действует, ведутся восстановительные работы.

## История храма
На основании информации из окладных книг от 1676 года при Преображенской церкви в селе Струбне значится в причте «2 двора поповых, двор дьячков, двор понамарев и двор просвирницын, церковной земли 92 четверти в поле, а в дву потомуж, сенных покосов на 100 копен, да в приходе к той церкви 5 дворов дворянских, 4 двора задворных слуг, 5 дворов розсыльщиков, 176 дворов крестьянских и всего 195 дворов».
В начале XVIII века в деревне Струпне, ныне Зарайского района Московской области помещиком Ермолаем Денисьевым была возведена каменная церковь, которая заменила пришедшую в ветхость деревянную церковь. В трапезной части храма освящены два придела — Архангельский и Никольский.
Большой кирпичный храм с четырёхъярусной колокольней возведён в стиле провинциального барокко. Строение представляет собой тип «восьмерика на четверике», перекрыт глухим сомкнутым сводом. Здание высокое и просторное. Побеленные стены позднее были оштукатурены и окрашены.
В 1873 году в штате церкви числились священник и два псаломщика.
В 1893 году внутренние своды и стены церкви были расписаны масляной живописью.
До революции 1917 года в состав прихода входили: деревни Иванчиково, Дятлово, Михалево, Трегубово, Озеры, Дятловские выселки, сельцо Шистово, сельцо Соколово, деревня Пятница, сельцо Лазарево, деревня Букино.
В последние годы перед закрытием храма, с 1934 по 1937 годы, настоятелем был отец Василий Колосов, который был арестован и отправлен в один из лагерей Екатеринбургской области. Отец Василий умер в заключении в 1939 году, ныне он прославлен в лике новомучеников и исповедников Российских. В церковном здании разместили механическую мастерскую, затем обустроили склад для удобрений и ядохимикатов. Из-за ядовитых испарений кирпичная кладка здания сильно пострадала, обрушился свод тёплой трапезной.
В 1998 году была организована церковная община, прихожане которой провели работы по благоустройству — очистили помещение от остатков удобрений, устроили временное покрытие над сводом трапезной части. В настоящее время проводятся восстановительные работы, богослужения совершаются регулярно. При храме работает воскресная школа для детей.